# Фарингальный взрывной
Фарингальный взрывной — согласный звук в МФА, встречающийся в некоторых языках. Фарингальный взрывной отсутствует во многих языках. Его нет почти во всех таблицах МФА. Не стоит путать фарингальный взрывной с эпиглоттальным взрывным. Можно сказать, что фарингальный взрывной относится к дополнениям Международного Фонетического Алфавита (англ. Extensions to the International Phonetic Alphabet). Фарингальный взрывной обозначается капительной Q.

## Свойства
- Тип фонации: глухой.
- По месту образования: фарингальный.
- По способу образования: взрывной.
- Пульмонический согласный

## Распространение
| Язык     | Язык         | Слово | МФА     | Перевод | Примечания   |
| -------- | ------------ | ----- | ------- | ------- | ------------ |
| Арабский | Литературный | قمر   | [ꞯɑmar] | луна    | аллофон /q/. |